# سالي عادل
سالي عادل (1 يناير 1986) كاتبة روايات وقصص مصرية.

## المؤهلات الأكاديمية
- حاصلة على بكالوريوس إعلام من جامعة القاهرة، قسم الصحافة والنشر، دفعة 2007، بتقدير عام: جيد جدًا.
- مشروع التخرج: مجلة «ثروة» للتنمية البيئية ـ تقدير: جيد جدًا ـ جائزة خاصة للفكر التنموي

## المشاركات الأدبية
- مؤلفة سلسلة روايات (الحب والرعب) عن المؤسسة العربية الحديثة للطبع والنشر.
- كاتبة قصة أسبوعية بمجلة (بص وطل) الإلكترونية.
- عضو لجنة تحكيم مسابقة (النورس) للإبداع الأدبي.
- عضو لجنة تحكيم مسابقة (فنون أون لاين) للقصة القصيرة.
- مشاركة بورشة (الحكاية وما فيها) للقصة القصيرة.
- مشاركة بورشة دار (الروضة) للسيناريو.
- منظمة لأمسيتين قصصيتين عن أدب الرعب في مكتبة البلد بتاريخ 30 يوليو، و 8 أكتوبر 2009.

## الجوائز
- حاصلة على	المركز الثالث لمسابقة وزارة الثقافة لعام 2012 عن رواية «حياة أخرى» – مع ملاحظة حجب المركزين الأولين.
- المركز الأول لمسابقة السلاسل الأدبية لدار الروضة لعام 2011 عن رواية «شايب بالأحكام».
- جائزة خاصة بمسابقة نجلاء محمود محرم للقصة القصيرة لعام 2007 عن قصة: «أشياء تلمع».
- المركز الأول لمسابقة ساقية الصاوي لعام 2005 في القصة القصيرة عن قصة: «اقترب ترَ أفضل».
- جائزة مجلة علاء الدين للقصة القصيرة للأطفال عام 1999.